# Институт горного дела имени А. А. Скочинского

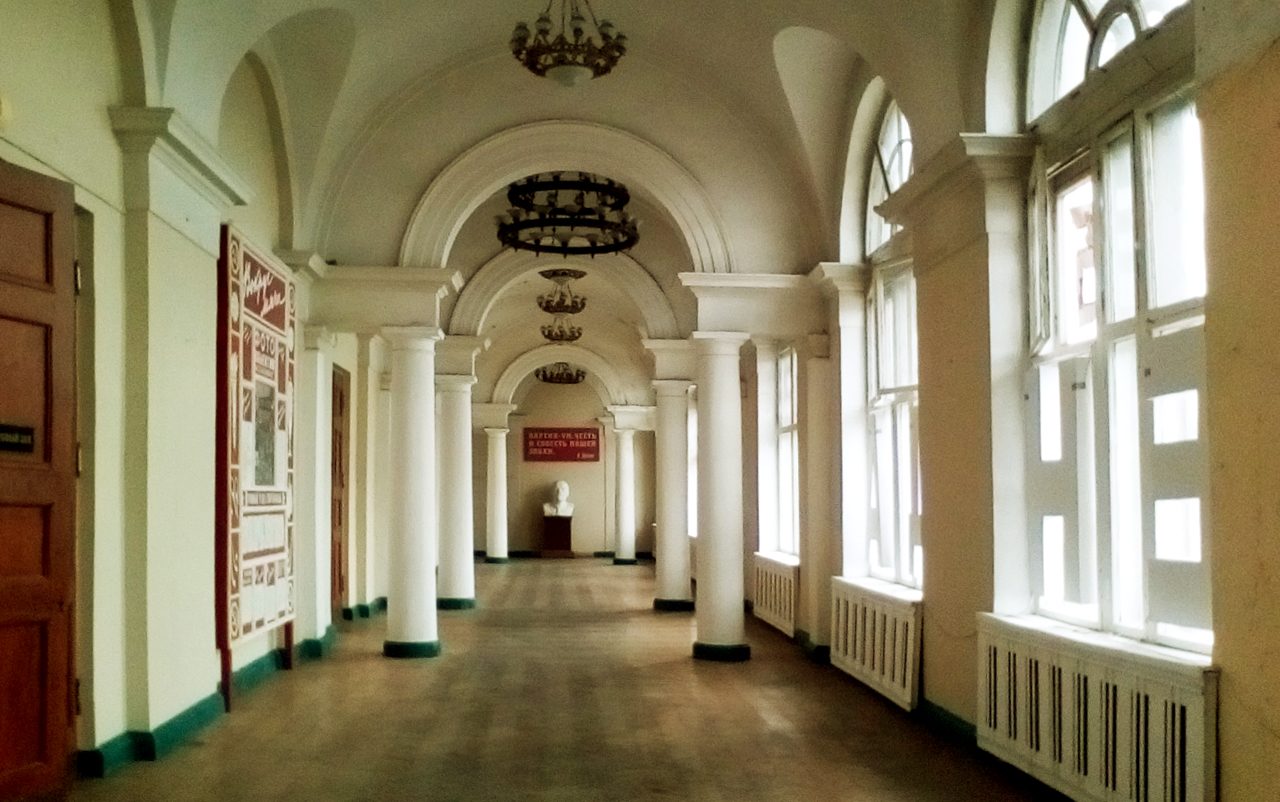
Интерьер института. 2018 г.

Национальный научный центр горного производства — Институт горного дела имени академика А. А. Скочинского — научный центр фундаментальных и прикладных исследований в области горного дела. Расположен в городе Люберцы, Московская область.

## История
В России подготовкой горных инженеров занимались Санкт-Петербургский и Екатеринославский горные институты, а также Томский, Донской и Варшавский политехнические институты.
В 1920-е годы стояла задача быстрого развития тяжёлой индустрии, в первую очередь топливно-энергетической и металлургической отраслей. Для этого требовалось осуществить реконструкцию старого шахтного фонда, проектирование и строительство новых шахт, создать угольное машиностроение, механизировать основные технологические процессы угледобычи. Требовалось также быстрое освоение новых угольных бассейнов на Урале, в Средней Азии, Сибири и на Дальнем Востоке, в Подмосковье и Грузии. Решение таких масштабных задач было невозможным без серьёзной научной и методической поддержки со стороны учёных.

### 1927—1940 года
Приказом Совета Народных Комиссаров СССР от 10 октября 1927 года № 231 при Высшем совете народного хозяйства СССР (ВСНХ СССР) был учреждён Угольный институт Донбасса с размещением в г. Харькове.
В 1928 году ВСНХ СССР определил следующие задачи института:
- изучение физико-химических свойств угля;
- разработка методов его добычи и обогащения;
- повышение безопасности труда;
- совершенствование экономики горного производства;
- содействие подготовке высококвалифицированных специалистов.

В институте были поставлены задачи по формированию научных подразделений и организации соответствующей лабораторной базы. Особое внимание уделялось привлечению крупных специалистов дореволюционной школы и молодых горных инженеров, окончивших советские ВУЗы.
В этот период работы института были сосредоточены на следующих направлениях:
- внедрение прогрессивных систем разработки угольных пластов длинными забоями с управлением кровлей обрушением вместо частичной или полной закладки выработанного пространства;
- развитие и совершенствование технологии обогащения угля;
- внедрение цикличной организации работ в очистных и подготовительных забоях угольных шахт.

Одной из важнейших задач, решённых Угольным институтом Донбасса, стало составление геолого-химической карты Донбасса, позволившей установить классификацию угольных пластов и выявить наиболее перспективные для первоочередного освоения угольные районы.
Одновременно активно решались задачи по развитию Кузнецкого, Челябинского, Кизеловского, Карагандинского и Грузинского угольных месторождений. Для этого были организованы филиалы института в основных угольных бассейнах страны.
Вскоре Угольный институт Донбасса был переименован во «Всесоюзный угольный институт» (ВУГИ).
В целях эффективного решения задач развития горнодобывающей отрасли в 1935 году в Академии наук СССР была образована Группа горного дела во главе с академиком А. М. Терпигоревым. В 1939 году на её основе организован «Институт горного дела» (ИГД) Академии наук СССР во главе с академиком А. А. Скочинским. Институт располагался в Москве.
Работа ИГД была направлена на развитие фундаментальных исследований в области добычи и переработки твёрдых полезных ископаемых. Одним из наиболее важных научных направлений явились исследования газоносности угольных пластов. Кроме того, институт проводил исследования в области:
- разработки месторождений полезных ископаемых;
- горной механики;
- механизации и автоматизации производственных процессов;
- буровзрывных работ;
- предупреждения подземных пожаров;
- разрушения горных пород;
- и др.

### 1941—1945 года
Великая Отечественная война была суровым испытанием для угольной промышленности СССР. Донецкий и Подмосковный угольные бассейны оказались на оккупированной территории. Настоятельно требовалось скорейшее развитие месторождений восточных районов страны для обеспечения топливом заводов, электростанций, железнодорожного транспорта, а также предприятий чёрной металлургии — коксующимся углём, химической промышленности — сырьём.
ИГД АН СССР был эвакуирован в Казахстан, а затем — в Свердловск, откуда в 1942 году возвращён в Москву.
Многие учёные ИГД АН СССР и ВУГИ сражались на фронтах, часть учёных трудилась в тылу на шахтах и предприятиях, принимала активное участие в промышленном развитии восточных районов СССР.
После освобождения Донбасса и Подмосковного угольного бассейна была поставлена задача в условиях военного времени, в короткие сроки восстановить угольные предприятия и обеспечить добычу необходимого количества угля. С привлечением ведущих учёных ИГД АН СССР и ВУГИ, учебных институтов были разработаны планы восстановления разрушенных и затопленных шахт. За короткие сроки (менее девяти месяцев) были восстановлены шахты Подмосковного угольного бассейна. В течение шести лет — полностью восстановлен шахтный фонд Донбасса.
Создание Всесоюзного научно-исследовательского угольного института (ВУГИ) было предусмотрено постановлением ГКО № 8119 (пункты 105—109), разработанным А. Д. Пановым — заместителем члена ГКО Берии по угольной промышленности в Люберцах.
В 1945 году началось проектирование и строительство комплекса зданий «большого ВУГИ» в г. Люберцы Московской области.

### 1946—1991 года
В эти годы продолжалось развитие производственной и лабораторной базы институтов ВУГИ и ИГД АН СССР, с целью решения научных задач технического перевооружения угольной промышленности страны. В частности, были выполнены значительные работы по совершенствованию технологии и механизации добычи и обогащения угля, разработки сланцевых месторождений, руд цветных и чёрных металлов.
В 1946 году Донецкий филиал ВУГИ, а в 1952—1958 годах и другие его филиалы были преобразованы в самостоятельные научно-исследовательские институты (ДонУГИ, КузНИУИ, КНИУИ, ПечорНИИ и др.).
В 1947 году было принято решение о строительстве зданий ИГД АН СССР в г. Люберцы Московской области.
В 1950 году здесь же был построен экспериментальный завод, где первоначально размещался «большой ВУГИ». К этому времени численность его сотрудников составляла 345 человек, в том числе:
- научного состава — 157 человек;
- научно-вспомогательного — 112 человек;
- административно-управленческого — 35 человек.

В составе института работало 5 докторов и 27 кандидатов технических наук.
В 1950 году были организованы экспериментальные мастерские, позднее преобразованные (1960) в Опытно-экспериментальный завод (ОЭЗ), позволивший в короткий срок наладить производство опытных образцов, стендов и приборов, спроектированных в институте.
В 1956 году был построен его горный корпус, в 1957-м — электромеханический и главный корпуса, в 1960 году — второй электромеханический корпус института. Постепенно значительная часть научных сотрудников получила благоустроенные квартиры в посёлке ВУГИ, где были построены поликлиника, детский сад, ясли, почта, аптека, продуктовый и промтоварный магазины. Позднее для детей сотрудников института были построены пионерский лагерь в Московской области и база отдыха на Чёрном море.
В содружестве с проектно-конструкторскими организациями и машиностроительными заводами институтом были созданы широкозахватные, а впоследствии — узкозахватные угледобывающие комбайны, струговые установки, механизированные гидрофицированные крепи, ставшие базой для создания механизированных комплексов и агрегатов.
В 1959 году ВУГИ и ИГД АН СССР были объединены. Директором объединённого института был назначен академик А. А. Скочинский. После его смерти (5 октября 1960 года) имя академика А. А. Скочинского было присвоено институту, которым он руководил.
С первых дней организации объединённого института он был тесно связан с производственными объединениями, шахтами и разрезами, обогатительными фабриками, машиностроительными заводами, научно-исследовательскими, проектными и учебными институтами, проектно-конструкторскими организациями.
В 1960 году в институте было создано Специальное конструкторское бюро (СКБ) на базе ранее существовавшего небольшого проектно-конструкторского отдела.
В период 1950—1970 годов в институте была создана уникальная экспериментальная база, освоены методы моделирования и натурных испытаний. Общая площадь стендовых залов на основной территории института составляла около 10 тыс. м². Для проведения исследований процессов разрушения горных пород на стендах, во взрывных камерах и в специальных помещениях был организован и построен специальный полигон.
Для привлечения в институт высококвалифицированных специалистов и подготовки научных кадров была расширена аспирантура, созданы специализированные советы для защиты кандидатских, а затем и докторских диссертаций.
В 1967 году из структуры института выделилось отделение экономики во главе с доктором технических наук А. К. Харченко, ставшее самостоятельным Центральным научно-исследовательским институтом экономики и научно-технической информации (ЦНИЭИуголь).
В том же году из ИГД им. А. А. Скочинского были выделены коллективы учёных в области разработки рудных месторождений, открытых горных работ и разрушения горных пород вначале в Сектор физико-технических горных проблем Института физики Земли им. О. Ю. Шмидта, а затем в самостоятельный Институт проблем комплексного освоения недр (ИПКОН).
В 1968 году из состава института выделился коллектив отделения обогащения во главе с членом-корреспондентом АН СССР И. Н. Плаксиным. На этой основе был образован самостоятельный научно-исследовательский институт обогащения твёрдого топлива (ИОТТ).
ИГД им. А. А. Скочинского входил в систему Министерства угольной промышленности СССР.
В 1984 году в состав института входили: 11 научных отделений и 8 отделов, которые включали 125 лабораторий и секторов. Имелась очная и заочная аспирантура.
Институт имел филиалы в Кохтла-Ярве, лаборатории в Караганде, Донецке, Шахтах, Кемерово, Прокопьевске, а также конструкторское бюро, опытное производство и полигон.
С момента создания института его развитие, укомплектование научными кадрами, организация научных работ и внедрение их результатов в производство находилось под непосредственным вниманием наркома угольной промышленности В. В. Вахрушева и первого заместителя наркома — Е. Т. Абакумова, министров угольной промышленности СССР А. Ф. Засядько, А. Н. Задемидко и Б. Ф. Братченко.
Большую помощь в развитии института оказывала Академия наук СССР и её президенты А. П. Карпинский, В. Л. Комаров, А . Н. Несмеянов, А. П. Александров, вице-президенты АН СССР академики А. В. Сидоренко, В. А. Кириллин, А. А. Благонравов, И. И. Артболевский, А. Ю. Ишлинский, М. А. Садовский, С. А. Христианович, Б. Н. Петров и др.

### С 1991 года
В 1997 году Приказом Министерства энергетики Российской Федерации ИГД им. А. А. Скочинского преобразован в «Национальный научный центр горного производства — Институт горного дела им. академика А. А. Скочинского» со статусом федерального государственного унитарного предприятия.
По состоянию на 2019 год Институт горного дела им А. А. Скочинского не функционирует как научно-исследовательский и проектно-конструкторский институт, а историческое здание находится в плачевном состоянии и медленно разрушается.

## Современные направления деятельности
- Технологии разработка угольных месторождений открытым способом;
- Технологии разработка угольных месторождений подземным способом;
- Изучение и прогнозирование горно-геологических условий месторождений;
- Нетрадиционные способы добычи;
- Изучение свойств угля, пород и углепородных массивов, совершенствование и разработка способов и средств их разрушения;
- Горная механика;
- Технология и комплексная механизация проведения горных выработок;
- Рудничная аэрология и борьба с внезапными выбросами угля и газа;
- Охрана окружающей среды и комплексное использование минерально-сырьевых ресурсов;
- Электрификация шахт и разрезов;
- Сертификация;
- Подземный транспорт.

## Известные учёные
Директора института:
- 1938—1960 — Академик АН СССР, профессор Скочинский Александр Александрович
- 1960—1962 — Академик АН СССР, Герой социалистического труда Мельников Николай Васильевич
- 1962—1984 — Член-корреспондент АН СССР, Заслуженный деятель науки и техники РСФСР Докукин Александр Викторович
- 1984—1986 — Докт.техн.наук, профессор Худин Юрий Людвигович
- 1986—1989 — Академик РАЕН, Заслуженный деятель науки и техники Российской Федерации, профессор Гринько Николай Константинович
- 1989—1993 — Академик РАН, Заслуженный деятель науки и техники Российской Федерации Малышев Юрий Николаевич
- 1993—1996 — Докт.техн.наук, профессор Худин Юрий Людвигович
- 1996—2003 — Член-корреспондент РАН, докт.техн.наук Рубан Анатолий Дмитриевич
- 2003—2005 — Генерал-майор МЧС Измалков Александр Владимирович
- 2005—2005 — Докт.техн.наук, профессор Мерзляков Виктор Георгиевич
- 2005—2009 — Канд.техн.наук Шумков Сергей Иванович
- 2009—2011 — Докт.техн .наук Леванковский Игорь Анатольевич
- 2011—2015 — Голиков А. Г.
- 2015—2017 — Благовидов А. С.
- 2018—2019 — Канд.техн.наук Лиманский А. В.
- 2019—2021 — Белорусов М. Р.

В разные годы в институте работали известные учёные в области горного дела:
- М. И. Агошков
- Д. М. Бронников
- М. С. Газизов
- В. Т. Давидянц
- А. В. Джигрин
- И. Ф. Жариков
- А. С. Ильичёв
- Е. С. Киселёв
- Ф. С. Клебанов
- Г. И. Маньковский
- Н. В. Мельников
- Е. Ф. Карпов.
- И. С. Крашкин
- А. Д. Панов
- И. Н. Плаксин
- А. Д. Рубан
- А. А. Скочинский
- А. М. Терпигорев
- Л. Д. Шевяков
- Категория:Учёные:ИГД им. А. А. Скочинского
- М. И. Тарасенко

## Награды
- 1971 — Орден Трудового Красного Знамени
- 1977 — Орден Октябрьской Революции

## В искусстве
В 2021 году в институте снимался клип Тилля Линдеманна на сингл «Ich hasse Kinder». Часть сцен была также снята снаружи.